# Miguel Medina (calciatore 1995)
Miguel Ángel Medina Asprilla (Pradera, 5 marzo 1995) è un calciatore colombiano, attaccante svincolato.

## Carriera
Dopo aver giocato a lungo tra la massima serie e la seconda divisione colombiana, l'11 marzo 2022 viene acquistato dal PK-35 Vantaa, formazione della seconda divisione finlandese.

## Statistiche

### Presenze e reti nei club
Statistiche aggiornate al 13 marzo 2022.
| Stagione        | Squadra          | Campionato      | Campionato | Campionato | Coppe nazionali | Coppe nazionali | Coppe nazionali | Coppe continentali | Coppe continentali | Coppe continentali | Altre coppe | Altre coppe | Altre coppe | Totale | Totale |
| Stagione        | Squadra          | Comp            | Pres       | Reti       | Comp            | Pres            | Reti            | Comp               | Pres               | Reti               | Comp        | Pres        | Reti        | Pres   | Reti   |
| --------------- | ---------------- | --------------- | ---------- | ---------- | --------------- | --------------- | --------------- | ------------------ | ------------------ | ------------------ | ----------- | ----------- | ----------- | ------ | ------ |
| 2013            | Cortuluá         | B               | 1          | 0          | CC              | 1               | 0               |                    | -                  | -                  |             | -           | -           | 2      | 0      |
| 2014            | Cortuluá         | B               | 11         | 0          | CC              | 8               | 1               |                    | -                  | -                  |             | -           | -           | 19     | 1      |
| 2015            | Cortuluá         | A               | 32         | 5          | CC              | 5               | 2               |                    | -                  | -                  |             | -           | -           | 37     | 7      |
| 2016            | Santa Fe         | A               | 11         | 0          | CC              | 0               | 0               | CL+CS              | 1+0                | 0                  | RS+CSB      | 0           | 0           | 12     | 0      |
| 2017            | Cortuluá         | A               | 20         | 2          | CC              | 0               | 0               |                    | -                  | -                  |             | -           | -           | 20     | 2      |
| 2018            | Cortuluá         | B               | 26         | 3          | CC              | 3               | 0               |                    | -                  | -                  |             | -           | -           | 29     | 3      |
| 2019            | Rionegro Águilas | A               | 2          | 0          | CC              | 0               | 0               |                    | -                  | -                  |             | -           | -           | 2      | 0      |
| 2020            | Cortuluá         | B               | 10         | 1          | CC              | 0               | 0               |                    | -                  | -                  |             | -           | -           | 10     | 1      |
| 2021            | Cortuluá         | B               | 13         | 2          | CC              | 0               | 0               |                    | -                  | -                  |             | -           | -           | 13     | 2      |
| 2022            | PK-35 Vantaa     | Y               | 0          | 0          | CF              | 0               | 0               |                    | -                  | -                  |             | -           | -           | 0      | 0      |
| Totale carriera | Totale carriera  | Totale carriera | 126        | 13         |                 | 17              | 3               |                    | 1                  | 0                  |             | -           | -           | 144    | 16     |

## Palmarès

### Club

#### Competizioni nazionali
- Campionato colombiano: 1

Santa Fe: 2016-II